# Куадіо Коне
Еммануель (Ману) Куадіо Коне (фр. Emmanuel "Manu" Kouadio Koné, нар. 17 травня 2001, Коломб, Франція) — французький футболіст івуарійського походження, опорний півзахисник німецького клубу «Боруссія» (Менхенгладбах) та молодіжної збірної Франції.

## Ігрова кар'єра

### Клубна
Куадіо Коне народився у передмісті Парижа - у містечку Коломб. Починав грати у футбол у молодіжних командах клубів «Париж» та «Булонь». У 2016 році приєднався до академії клубу «Тулуза».
Першу гру в основі «Тулузи» Коне провів у травні 2019 року у матчі проти «Діжон» у рамках турніру Ліга 1. У зимове міжсезоння у січня 2021 року стало відомо, що Коне стане гравцем німецького клубу «Боруссія» (Менхенгладбах). Але залишок сезону 2020/21 футболіст на правах оренди дограв у «Тулузі». Лише у вересні 2021 року Коне дебютував у німецькій команді в матчі Кубку Німеччини.

### Збірна
Маючи івуарійське коріння, Куадіо Коне на міжнародному рівні виступав за юнацькі збірні Франції. У червні 2022 року він дебютував у молодіжній збірній Франції.

## Титули і досягнення
Олімпійська збірна Франції
- Срібні медалі Олімпійських ігр 2024[6]